# 谢尔盖·鲍里索维奇·伊万诺夫
| 俄羅斯聯邦國防部部長        | 俄羅斯聯邦國防部部長             |
| --------------------------- | -------------------------------- |
| 2001年3月28日-2007年2月15日 |                                  |
| 就任日期2001年3月28日       |                                  |
| 總統                        | 弗拉迪米爾·普丁                  |
| 總理                        | 德米特里·麥德維夫                |
| 前任                        | 伊戈爾·德米特里耶維奇·謝爾蓋耶夫 |

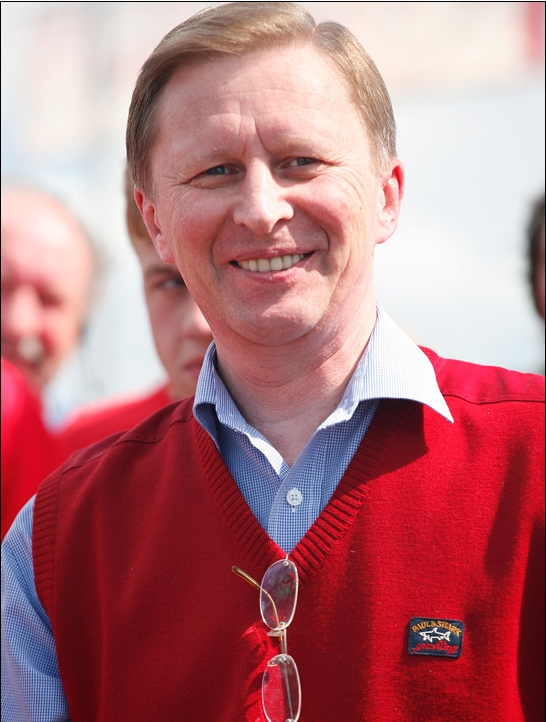
谢尔盖·鲍里索维奇·伊万诺夫

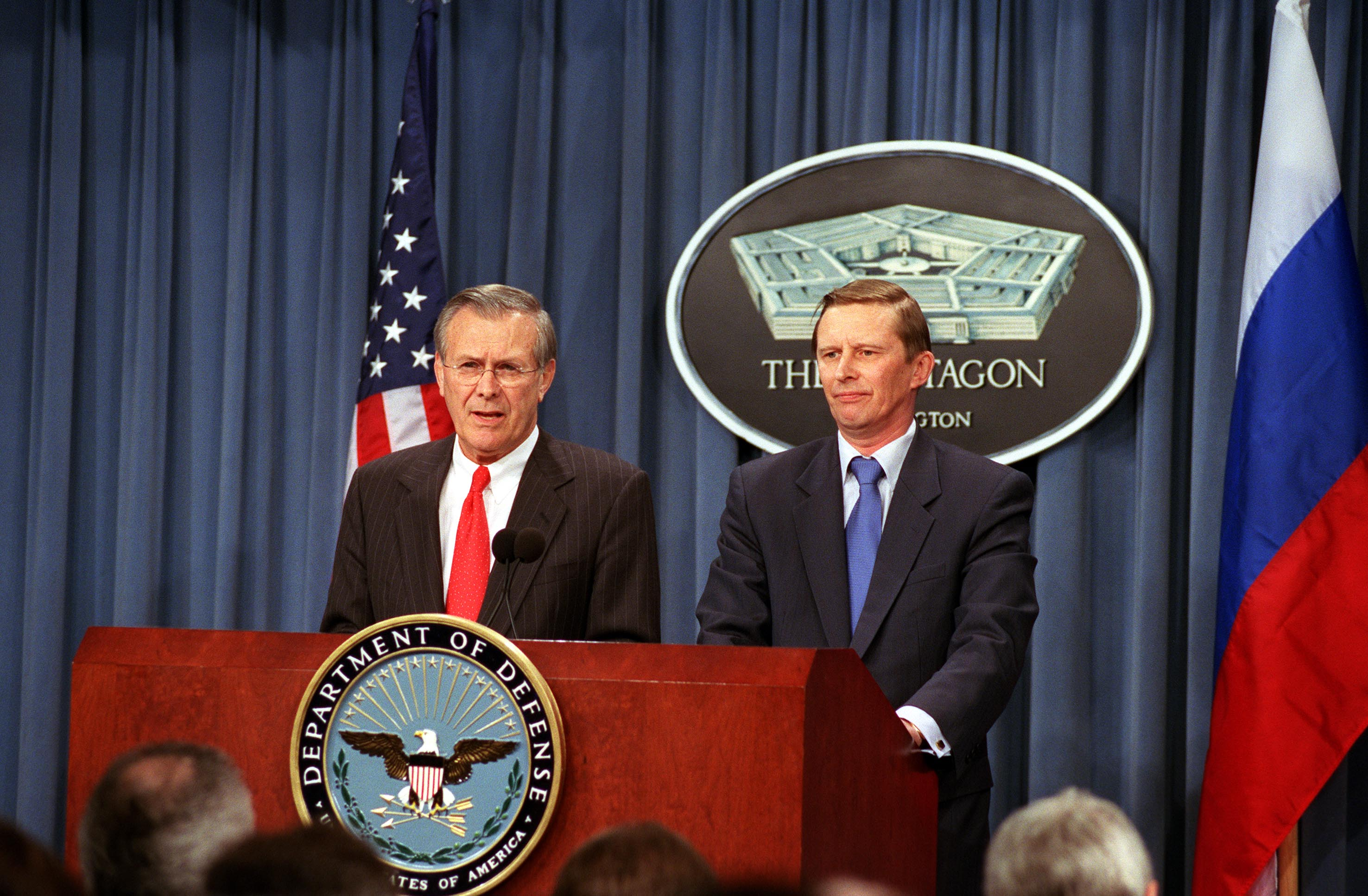
2002年美國國防部長唐纳德·拉姆斯菲尔德（左）與俄羅斯國防部長謝爾蓋·伊萬諾夫（右）召開聯合記者會

谢尔盖·鲍里索维奇·伊万诺夫（俄语：Серге́й Бори́сович Ивано́в，1953年1月31日—），俄罗斯政治人物，弗拉基米爾·普京主要親信之一。生於列寧格勒（今圣彼得堡），1981年在克格勃红旗学院学习。1999年－2001年擔任俄羅斯聯邦安全會議秘書，2001年接任俄罗斯国防部长，是該國第一位文官出身的國防部長。2007年任俄罗斯联邦第一副总理，2011年起任俄罗斯总统办公厅主任。2016年8月被普京解除總統辦公廳主任職務，改任總統生態環保和交通問題特別代表。
2014年7月9日，中华人民共和国领导人习近平在北京人民大会堂会见时任俄罗斯总统办公厅主任伊万诺夫，洽谈2015年中俄共同举办世界反法西斯战争胜利70周年纪念活动，希望双方加强配合，使这些活动取得成功。2022年俄羅斯入侵烏克蘭，伊凡諾夫被美國列入《特別指定國民和被封鎖人員》名單。